# David Walter
David Walter (París, 1958) és un oboista, compositor, director d'orquestra i pedagog francès.

## Biografia
Primer premi d'oboè i de música al Conservatori Nacional Superior de Música de Paris, ha guanyat 5 premis internacionals (Ancona, Praga, Múnic, Belgrad i Ginebra). Membre Fundador del Quintet Moraguès des de 1980, nomenat en 1987 professor d'oboè i de música de cambra del CNSM de Paris, professor a la Guilhall School of Music de Londres en 1997 fins al 2009, dirigeix puntualment la Camerata de Bourgogne, l'Ensemble Philidor, l'Ensemble Instrumental de Grenoble, l'Orchestre de Bretagne i l'Orchestre d'Auvergne. Des del 2018, Forma part del trio Walter que interpreta obres de Beethoven i Bruch, i el conjunt barroc Pasticcio barrocco, i completa la seva activitat com a músic de cambra amb molts altres socis.
Transcriptor de més de 1200 adaptacions que van des de la sonata fins a tota una òpera, David Walter també ha compost una trentena d'obres. La seva última obra és un conte d'òpera, La noia sense mans, adaptació dels germans Grimm de la dramaturga Emmanuelle Cordoliani.
Ha col·laborat a Éditions Notissimo i dirigeix les col·leccions d'Éditions Billaudot. També és un dedicat d'obres de Gilles Raynal i Hristo Yotsov.

## Discografia
Amb el Quintette Moraguès (Michel Moraguès, flauta; David Walter, oboè; Pascal Moraguès, clarinet; Pierre Moraguès, trompa; Patrick Vilaire, fagot):
- - Dvořák, Mendelssohn, Grieg (1987, BNL 112727) (OCLC 658980242)
  - Mozart, Serenates K 375, 388; Adagio K 484a; Ligeti, Hindemith, Villa-Lobos, Barber i Stockhausen (setembre de 1992, Valois V 4639) (OCLC 811458364)
  - Mendelssohn: Quintet op. 12 No. 1 i Op. 13 No. 2 (abril de 1994, Valois V 4719) (OCLC 956266051)
  - Mario Castelnuovo-Tedesco, Éclogues – i Michel Moraguès, flauta; Danielle Laval, piano (1997, Valois V 4789) (OCLC 990776803)
  - Beethoven, Quintet en mi bemoll major op. 16 – amb Sviatoslav Richter (Philips 438 624-2)
  - Maurice Ravel, Ma Mère l'Oye, le Tombeau de Couperin, Pavane; Caplet, Quintet – i amb Claire Désert al piano (24-27 de juny de 1999, Le Chant du Monde LCD 2781137) (OCLC 716333366)
  - Poulenc, Sextet, trio, Aubade i Suite Française – i Emmanuel Strosser (26-29 de maig de 2006, Saphir) (OCLC 658397348)
  - Mússorgski, Quadres d'una exposició, Suite de jazz de |Xostakóvitx – i amb Yves Henry, piano (8-10 maig 2015, Klarthe K035) (OCLC 1078359206)
- Mozart, Quartet KV 370 i Quintet KV 516 – Amb Michel Moraguès, flauta i el Quartet Ligeti (Polymnie POL 490 347)
- François Couperin, Concerts Royaux i Les goûts Réunis –amb Vincent Maes, oboè; Marion Middenway, violoncel; Patrick Ayrton, clavicèmbal (2005, Polymnie POL 170 526)
- Ravel, Debussy, Fauré, Rakhmàninov, Schubert... – amb Yuki Nakajima (Polymnie POL 170 418)
- Mendelssohn, Romances sans Paroles per a oboè, oboè d'amore o corn anglès i piano – amb Claire Désert, piano (març de 2005, Polymnie POL 170 633) (OCLC 1182575646)

Amb Pasticcio Barrocco
- Leclair, Deuxième récréation musicale, op. cit. 8 i 4 sonates per a dos cims i baix continu, op. 4 (juliol de 2006, Eriçó LH 01) (OCLC 762568584)
- Telemann, Sonates (Eriçó LH 03)
- Zelenka, Sonates núm. 4, 5 i 6 (26 d'agost/28 de setembre de 2010, Eriçó LH05)[9] (BNF 45451702).
- Zelenka, Sonates en trio ZWV 181 Nos 1 i 2, Simfonia a 8 ZWV 189, Hipocondrie a 7 ZWV 187 (2014, Eriçó LH 16) (OCLC 1012936909)
- Ràfegues romàntiques: Franck, Chopin, Fauré i Schubert [transcripcions David Walter], Antonio Pasculli, Stanislas Verroust, Marina Dranishnikova (Poema) – David Walter, corn anglès i oboè; Magdalena Duś, piano (2-4 març 2018, Dux 1546) (OCLC 1117338837)

Amb l'Ouranos-Ensemble
- Quintets i quartet de vent: György Ligeti (Bagatelle), Carl Nielsen, Quintet opus 43, Antonín Dvořák, Quartet opus 96 [arr. David Walter] (2018, NoMadMusic) (OCLC 1133217575)

Com a solista
- Ibert, Simfonia concertant per a oboè i orquestra de corda amb el conjunt J.W. Audoli (Arion ARN 68117)
- Bach: Doble concert en re menor amb M.A. Nicolas (violí), Toulouse Chamber Orchestra, J.C. Malgoire director (Auvidis Valois V4697)
- Albéniz: Suit Iberia 1 i 2, Malagueña, Rumores de la caleta, Suite Espanyola – Amb Jean-Marc Bonn (Safir)

Com a transcriptor
- Elgar, Salut d'amour, opus 12 – Gautier Capuçon, Jules Massenet, Jérôme Ducros ; Orchestre de Chambre de Paris, cond.
- Boyd (2017, Erato 9571585) (OCLC 1283940424)